# Spețnaz

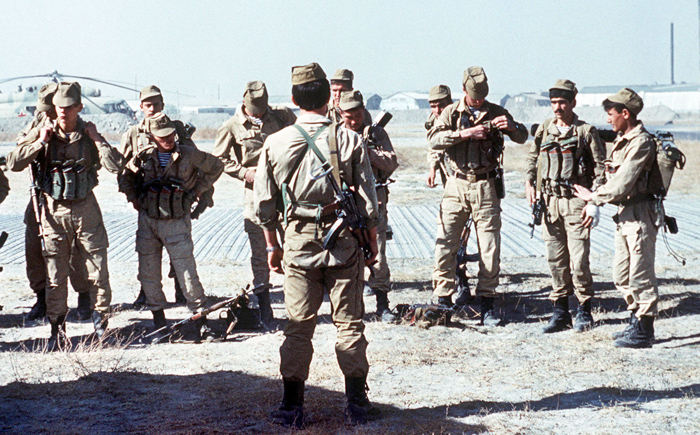
Un grup Spețnaz sovietic (operațiuni speciale) se pregătește pentru vreo misiune din Afganistan

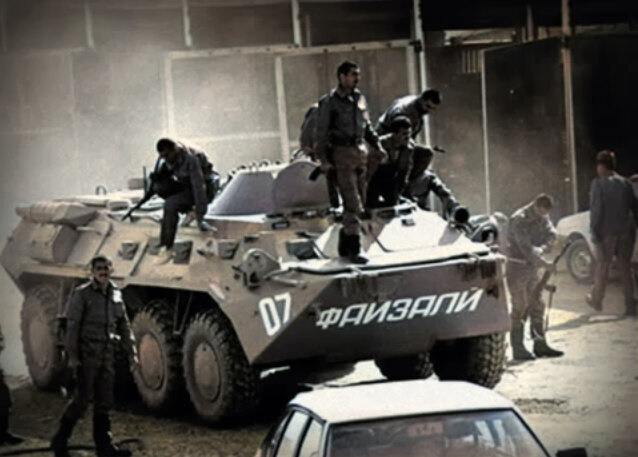
Batalionul al XV-lea Spețnaz în Tadjikistan, pe timpul războiului civil tadjic (1992-1997)

Spețnaz (Войска специального назначения, transliterare: Voiska spețialnogo naznacenia, română : trupe cu destinație specială) este un termen folosit în Federația Rusă (și anterior în Uniunea Sovietică) pentru trupele speciale (unități cu destinație specială) și pentru unitățile antiteroriste, concepute pentru a neutraliza și distruge  organizații teroriste, specializate în operațiuni militare avansate în spatele liniilor inamice, efectuarea de acte de sabotaj și alte misiuni complexe.